# Helen Hellwig
Helen Rebecca Hellwig Pouch, ameriška tenisačica, * marec 1874, Brooklyn, ZDA, † 26. november 1960, New York.
Dvakrat se je uvrstila v finale turnirja za Nacionalno prvenstvo ZDA, leta 1894 je turnir osvojila, v finalu je premagala Aline Terry, leta 1895 pa jo je premagala Juliette Atkinson. S slednjo je v konkurenci ženskih dvojic dvakrat zapored osvojila turnir, v letih 1894 in 1895.

## Finali Grand Slamov

### Posamično (2)

#### Zmage (1)
| Leto | Turnir                   | Nasprotnica v finalu | Rezultat finala         |
| 1894 | Nacionalno prvenstvo ZDA | Aline Terry          | 7–5, 3–6, 6–0, 3–6, 6–3 |

#### Porazi (1)
| Leto | Turnir                   | Nasprotnica v finalu | Rezultat finala |
| 1895 | Nacionalno prvenstvo ZDA | Juliette Atkinson    | 6–4, 6–3, 6–2   |

### Ženske dvojice (2)

#### Zmage (2)
| Leto | Turnir                       | Partnerica        | Nasprotnici v finalu          | Rezultat finala |
| 1894 | Nacionalno prvenstvo ZDA     | Juliette Atkinson | Annabella Wistar Amy Williams | 4–6, 6–8, 2–6   |
| 1895 | Nacionalno prvenstvo ZDA (2) | Juliette Atkinson | Elisabeth Moore Amy Williams  | 2–6, 2–6, 10–12 |